# 班德尔教堂
玫瑰圣母圣殿（英語：Basilica of the Holy Rosary）俗称班德尔教堂（英語：Bandel Church），是一座罗马天主教宗座圣殿，位于印度西孟加拉邦胡格利县的班德尔（Bandel）。它是西孟加拉邦最古老的教堂之一，可追溯到葡萄牙在孟加拉的殖民地。它创建于1599年，供奉圣母玛利亚。它也是一个本堂区圣堂，属于天主教加尔各答总教区。它是西孟加拉邦乃至全印度最著名的历史教堂之一。

## 历史

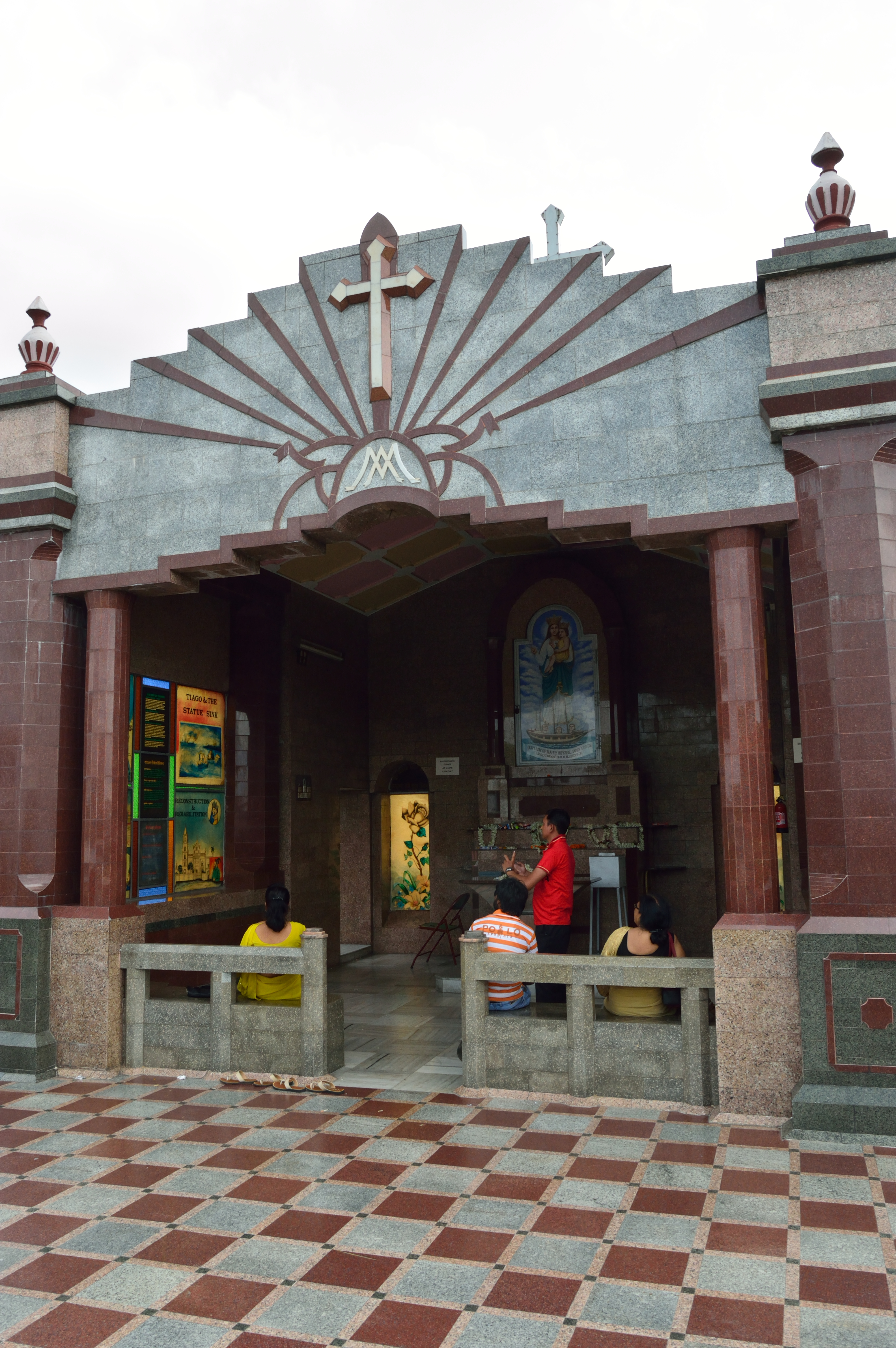

1988年11月25日，教宗若望保禄二世将该堂升格为宗座圣殿.。